# Баландинка (Аркадакский район)
Баландинка — село в Аркадакском районе, Саратовской области, России.
Село входит в состав Росташовского сельского поселения.

## История
В 18 веке на территории Аткарского уезда в верховье реки Прямая Баланда образовалось поселение. Спустя время оно получает название Новая Баланда. Поселенцы - крестьяне великороссы занимались земледелием, держали скот и птицу. Дома и дворовые сооружения строились из глины, песка, соломы, конского навоза и камня, который добывали в 11 верстах, возле деревни Находка.
Проходит время и земля, принадлежавшая князю Кочубею, переходит в собственность графини Софьи Львовны Шуваловой-Нарышкиной. С середины 19 века крестьяне д. Баландинка (Новая Баланда) приписываются к Софьинской церкви имени Святой Мученицы Софии. По переписи 1859 года в д. Баландинка Аткарского уезда второго стана имелось 36 дворов.
Деревня расположена на пересечении двух дорог, в настоящее время грунтовых. Одна дорога соединяет город Аркадак (село Никольское), село Росташи (Грачи), деревню Баландинку, село Софьино (Софьинка), село Сергиевку и город Калининск (слобода Баланда). Другая дорога - почтовый тракт, он соединял город Саратов, город Аткарск, село Колено (с почтовой станцией), деревню Новую Дмитриевку (Криуша Веденяпино), деревню Баландинку, деревню Ольгино (Ольговка)- почтовую станцию, село Новопокровское (Вихляевка), село Берёзовку (почтовая станция), село Барки, город Балашов.
После реорганизации уезда, Баландинка входит в состав Софьинской волости Аткарского уезда и продолжает своё развитие.
В конце 19 века в деревне открывается земская школа, где можно было пройти обучение и освоить простую арифметику, чистописание, научиться читать. Дальнейшее обучение продолжали в Софьинской церковной школе, расположенной в пяти верстах от Баландинки.
По переписи 1911 года в деревне Баландинка Софьинской волости Аткарского уезда имелось 146 дворов и проживало 1006 жителей (494 мужчины и 512 женщин).
12 декабря 1923 года Софьинская волость упраздняется и все населенные пункты из её состава переходит в Коленскую волость Аткарского уезда.
В 1928 году в результате реорганизации Саратовской губернии деревня Баландинка в составе Баландинского сельсовета вошла в Аркадакский район Балашовского округа. В советское время входила в состав совхоза "Новосельский" в качестве одного из отделений, специализирующимся на производстве масличных, зерновых, свекловичных культур, овощей, а также молока, мяса и разведении лошадей для нужд совхоза.  В это время в селе функционировала начальная школа, сельский клуб, почтовое отделение. Обучение в старших и средних классах, как и в девятнадцатом веке, осуществлялось в Софьинской средней школе.
В материале использованы статистические данные из книг: "Список населенных мест по сведениям 1859 года Саратовской губернии", "Списки населенных мест Саратовской губернии. Аткарский уезд оценочно-статистическое отделение Саратовской Губернской Земской Управы 1912 год".

## Население
| 2010 |
| ---- |
| 62   |

## Уличная сеть
В селе две улицы: ул. Вишневая, ул. Первомайская.